# Redox (operační systém)
Redox je operační systém z rodiny UN*X, napsaný v programovacím jazyce Rust. Má za cíl přinést paměťovou bezpečnost tohoto jazyka do moderního mikrojádra.
Operační systém Redox se jmenuje podle redoxní reakce, při které vzniká rez (anglicky rust).

## Vývoj
Redox je široce inspirován kernely a operačními systemy, jako jsou seL4, MINIX 3 a Plan 9.

## Historie
Redox poprvé zveřejnil Jeremy Soller na stránce GitHub 20. dubna 2015. Potom 13. srpna 2016 přesunul projekt na GitLab.

### Verze 0.9.0
Tato verze ze dne 9. září 2024 přichází s vylepšenou podporou multitaskingu a multithreadingu, dále došlo k celkovému zvýšení výkonnosti a stability systému. Také byla zlepšena portabilita s linuxovými a BSD programy. Důležitou inovací je podpora souborů COSMIC, editoru a terminálu z COSMIC desktopu. V neposlední řadě také došlo k vylepšení a odladění systému, a odstranění chyb.

## Redox jako operační systém
V červenci 2024 mimo jiné pokračovaly práce na vytváření složitějších programů v Rustu, vylepšení jádra využívajícího instrukční sadu ARM64, vylepšení UEFI a různých oprav ovladačů. Nyní funguje i program wget.
V listopadu 2024 pokračují práce na podpoře nové instrukční sady RISC-V, na které Redox funguje zatím zejména v emulátoru QEMU. Dále již také Redox nabootuje na fyzických počítačích RaspBerrry Pi 4 (instrukční sada ARM64).

## Redox jako virtuální stroj
Vývojářům tohoto operačního systému se v srpnu 2024 podařilo vyřešit výkonnostní úzké hrdlo, takže je nyní systém mnohem výkonnější než dříve, když běží jako virtuální stroj. Podle serveru Phoronix.com byl v některých syntetických benchmarcích dokonce o něco efektivněji než Linux. Detaily testů však nebyly zveřejněny.
Díky analýze problémů bylo objeveno místo zpomalování, které bylo objeveno ve čtení systémového času, které se podařilo silně výrazně zrychlit. Další zrychlení a optimalizace se připravují.

## Redox hostující webové servery
V červenci 2024 Redox získal lepší webserverové schopnosti v podobě svého Simple HTTP Serveru. Pracuje se také na portování pokročilého Apache web serveru.

## Redox jako desktop
Další podrobnosti o vylepšeních Redox OS provedených během měsíce července 2024 lze nalézt v této aktualizaci stavu.